# Liste der Stolpersteine in Essenheim
Die Liste der Stolpersteine in Essenheim enthält alle Stolpersteine, die von Gunter Demnig in Essenheim am 14. März 2016 verlegt wurden. Sie sollen an die Opfer des Nationalsozialismus erinnern, die in Essenheim ihren letzten bekannten Wohnsitz gehabt hatten, bevor sie deportiert, ermordet, vertrieben oder in den Suizid getrieben wurden.

## Liste der Stolpersteine
| Adresse              | NS-Opfer                               | Inschrift                                                                                              | Bild | Kollektion |
| -------------------- | -------------------------------------- | --- | ---- | ---------- |
| Hauptstraße 28 ·     | Hermann Stern Jg. 1865                 | Flucht 1939 Holland Interniert Westerbork Deportiert 1943 Sobibor Ermordet 26.3.1943                   |      |            |
| Hauptstraße 28 ·     | Martha Stern geb. Mayer Jg. 1866       | Flucht 1939 Holland Interniert Westerbork Deportiert 1943 Sobibor Ermordet 26.3.1943                   |      |            |
| Hauptstraße 28 ·     | Gustav Stern Jg. 1895                  | Flucht 1939 Holland Interniert Westerbork Deportiert 1943 Theresienstadt 1944 Auschwitz Ermordet       |      |            |
| Hauptstraße 28 ·     | Ella Stern geb. Mayer Jg. 1903         | Flucht 1939 Holland Interniert Westerbork Deportiert 1943 Theresienstadt Ermordet 20.10.1944 Auschwitz |      |            |
| Hauptstraße 28 ·     | Doris Stern Jg. 1926                   | Flucht 1939 Holland Interniert Westerbork Deportiert 1943 Theresienstadt Befreit                       |      |            |
| Hauptstraße 28 ·     | Eugen Stern Jg. 1897                   | Flucht 1938 Argentinien                                                                                |      |            |
| Hauptstraße 28 ·     | Regina Stern geb. Goldschmidt Jg. 1907 | Flucht 1938 Argentinien                                                                                |      |            |
| Hauptstraße 28 ·     | Lotte Stern Jg. 1931                   | Flucht 1938 Argentinien                                                                                |      |            |
| Neubrunnenstraße 2 · | Wilhelm Stern Jg. 1893                 | Flucht 1937 Holland Interniert Westerbork Deportiert 1943 Sobibor Ermordet 16.7.1943                   |      |            |
| Neubrunnenstraße 2 · | Ella Stern geb. Goldmann Jg. 1898      | Flucht 1937 Holland Interniert Westerbork Deportiert 1943 Sobibor Ermordet 20.10.1944                  |      |            |
| Neubrunnenstraße 2 · | Margot Stern Jg. 1921                  | Flucht 1936 Schweiz 1937 England 1939 Holland Versteckt gelebt Überlebt                                |      |            |
| Neubrunnenstraße 2 · | Inge Elisabetha Stern Jg. 1926         | Flucht 1937 Holland Versteckt überlebt                                                                 |      |            |
| Hauptstraße 9 ·      | Jettchen Mayer geb. Rossmann Jg. 1881  | Deportiert 1942 Treblinka Ermordet 2.10.1942                                                           |      |            |
| Hauptstraße 9 ·      | Ruth Gertrude Mayer Jg. 1921           | Deportiert 1942 Treblinka Ermordet 2.10.1942                                                           |      |            |
| Hauptstraße 9 ·      | Helina Mayer Jg. 1914                  | Flucht 1939 USA                                                                                        |      |            |